# Claude Farell
Claude Farell, pseudonimo di Monika Burg (Vienna, 7 maggio 1914 – Mâcon, 17 marzo 2008), è stata un'attrice austriaca.

## Biografia
Accreditata nelle produzioni a cui ha preso parte con diversi pseudonimi - Catherine Farell, Claude Farrell, Paulette Kolar, Paulette von Suchan - è ricordata per la sua interpretazione in due film in particolare: I vitelloni, del 1953, in cui diretta da Federico Fellini interpretò il ruolo di Olga, la sorella dell'indolente Alberto (Alberto Sordi), e Il teschio di Londra, film tedesco del 1968.

## Filmografia

### Cinema
- Der Kleinstadtpoet, regia di Josef von Báky (1940)
- Eine Stunde, regia di Peter Pewas - cortometraggio (1940)
- Soltanto tu! (Immer nur Du), regia di Karl Anton (1941)
- Annelie, regia di Josef von Báky (1941)
- I due in una grande citta (Zwei in einer großen Stadt), regia di Volker von Collande (1942)
- Lache Bajazzo, regia di Leopold Hainisch (1943)
- La tragedia del Titanic (Titanic), regia di Herbert Selpin e Werner Klingler (1943) - accreditata come Monika Burg
- Meine Herren Söhne, regia di Robert Adolf Stemmle (1945)
- Die Schenke zur ewigen Liebe, regia di Alfred Weidenmann (1945)
- Wir sehn uns wieder, regia di Philipp Lothar Mayring (1945)
- Gli squali della morte (Les Requins de Gibraltar), regia di Emil E. Reinert (1947)
- Les Trafiquants de la mer, regia di Willy Rozier (1947)
- Dédée d'Anvers, regia di Yves Allégret (1948)
- Sangue sulla neve (La Nuit blanche), regia di Richard Pottier (1948)
- Il segreto di Mayerling (Le Secret de Mayerling), regia di Jean Delannoy (1949)
- Delitto al velodromo (Drame au Vel'd'Hiv'), regia di Maurice Cam (1949)
- Hochzeitsnacht im Paradies, regia di Géza von Bolváry (1950)
- Documento fatale (Méfiez-vous des blondes), regia di André Hunebelle (1951)
- Palace Hotel (1952)
- I vitelloni, regia di Federico Fellini (1953)
- Hotel Adlon (1955)
- Intelligence Service (1959)
- Presto... a letto (1963)
- La vedova nera (1963)
- Il teschio di Londra (Im Banne des Unheimlichen), regia di Alfred Vohrer (1968)